# Macrosphenus
A Macrosphenus a madarak osztályának verébalakúak (Passeriformes) rendjébe és a Macrosphenidae családba tartozó nem. Korábban az óvilági poszátafélék (Sylviidae) családjába sorolták.

## Rendszerezésük
A nemet John Cassin amerikai ornitológus 1859-ben, az alábbi 5 faj tartozik ide:
- Macrosphenus flavicans
- Macrosphenus kempi
- Macrosphenus concolor
- Macrosphenus pulitzeri
- Macrosphenus kretschmeri

## Előfordulásuk
Afrika területén honosak. Természetes élőhelyei a szubtrópusi vagy trópusi száraz erdők, síkvidéki és hegyi esőerdők. Állandó, nem vonuló faj.

## Megjelenésük
Testhosszuk 12-15 centiméter körüli.